# 草酸铁钾
草酸铁钾（化学式：K3[Fe(C2O4)3]），三水合物为翠绿色晶体，是一个含铁(III)的配合物，溶于水得到绿色溶液。主要用作光化剂。三个双齿的草酸根离子与铁形成八面体型配位，因此它有Λ-和Δ-两种异构体：

## 制备
草酸铁钾可通过硫酸铁、草酸钡和草酸钾在水溶液中加热反应制备。反应产生的硫酸钡是白色沉淀，故反应液过滤，滤液冷却结晶，便得到草酸铁钾。
{\displaystyle {\rm {Fe_{2}(SO_{4})_{3}+3Ba(C_{2}O_{4})+3K_{2}(C_{2}O_{4})\rightarrow 2K_{3}[Fe(C_{2}O_{4})_{3}]+3BaSO_{4}\downarrow ,}}}
或者也可用氯化铁溶液和草酸钾溶液在加热条件下反应，在暗处结晶，抽滤，并用丙酮洗涤晶体的方法制取草酸铁钾。

## 还原
草酸铁钾容易受光照分解。光照时，配离子与一个光子反应，Fe(III)还原为Fe(II)，生成Fe(C2O4)22−，并放出二氧化碳。此过程称为光还原反应。
{\displaystyle {\rm {2[Fe(C_{2}O_{4})_{3}]^{3-}{\overset {\boldsymbol {h\nu }}{\longrightarrow }}2[Fe(C_{2}O_{4})_{2}]^{2-}+C_{2}O_{4}^{2-}+2CO_{2}\uparrow ,}}}
若将绿色的草酸铁钾溶液置于阳光下，数小时后，溶液即变为橙黄色，即是由于上述反应的缘故。